# Jenny Jenssen
Jenny Jenssen, född 22 februari 1964 i Bjerkvik, Nordland fylke i Norge, är en norsk sångerska i dansbandsgenren. Hon är känd som sångerska i gruppen Septimus, och som soloartist. Hon har turnerat i Norge, och uppträtt i norsk radio och TV vid flera tillfällen. Jenny Jenssen deltog i finalen av Norsk Melodi Grand Prix 2007, men vann inte.

## Diskografi
Album med Septimus
- 1991 – Septimusikk 4
- 1993 – Septimusikk 5
- 1996 – Min sang
- 1997 – Fri
- 1998 – Det e mannfolk nok
- 2001 – 12 rette

Singlar
- 1995 – "Trubaduren" (med Septimus)
- 1998 – "Pass dæ for kjæften din (usensurert versjon)" (med Kai Kiil)

Soloalbum
- 2003 – Blå rose
- 2003 – Pinadø
- 2003 – Jennys Jul
- 2006 – Frihet
- 2010 – From Our Hearts (med Arne Benoni)

Samlingsalbum
- 2003 – Country Jul (med Heidi Hauge och Liv Marit Wedvik)
- 2011 – Jenny Jenssen (med Steinar Fjeld)